# Synagoga na Podole w Kijowie

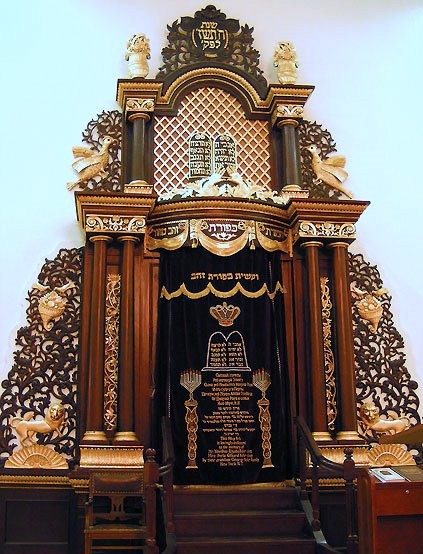
Aron ha-kodesz

Synagoga na Podole, zwana również synagogą Rosenberga (ros. Синагога на Подоле) – żydowska bóżnica mieszcząca się przy ul. Szczekawickiej 29 na kijowskim Podole.

## Historia
Została założona w 1895 z inicjatywy Gabriela Jakuba Rosenberga, w 1916 rozbudowano ją ze środków Władimira Ginzburga. W 1929 zamknięta i użytkowana jako stajnia. 
W 1990 zwrócona społeczności żydowskiej. 